# Kolotes
Kolotes (in greco antico: Κωλώτης?, Colotes; Eraclea (Elide), ... – ...; fl. V secolo a.C.) è stato uno scultore greco antico attivo nella seconda metà del V secolo a.C.
Fu allievo di Fidia e specializzato nella tecnica crisoelefantina. È particolarmente noto per la sua collaborazione alla realizzazione della statua di Zeus a Olimpia. Gli vengono inoltre attribuiti: un Asclepio a Cillene, il porto di Elide, e la mensa crisoelefantina, decorata a rilievo, che reggeva le corone dei vincitori ai giochi olimpici. Plinio il Vecchio (Nat. hist., XXXV, 34) gli attribuisce una statua di Atena per il santuario dell'acropoli di Elide che Pausania ritiene invece opera fidiaca (VI, 26).
Talvolta confuso con un omonimo scultore nato a Paro in epoca incerta.